# Vroville
Vroville település Franciaországban, Vosges megyében. Lakosainak száma 133 fő (2022. január 1.). Vroville Ahéville, Avillers, Mattaincourt, Mirecourt, Velotte-et-Tatignécourt és Villers községekkel határos.

## Népesség
A település népessége az elmúlt években az alábbi módon változott:
| Lakosok száma | 138  | 141  | 140  | 133  | 129  | 129  | 131  | 131  | 133  |
|               | 2013 | 2015 | 2016 | 2017 | 2018 | 2019 | 2020 | 2021 | 2022 |